# Grad Kantara
Grad Kantara (grško: Κάστρο της Καντάρας turško: Kantara Kalesi) je grad v severnem Cipru. Natančen datum njegove gradnje ostaja neznan, najbolj verjetna teorija je bizantinsko obdobje. Združuje bizantinske in frankovske arhitekturne elemente, leta 1525 je ostal zapuščen, leta 1560 pa opuščen. Ime je dal bližnjemu samostanu Kantara, posvečen Panagia Kantariotissa ali Gospe Kantarske in verjetno ustanovljen v 11. ali 12. stoletju.

## Zgodovina
Kantara leži vzhodno od gradu Buffavento, grad St. Hilarion pa stoji še zahodneje in tvori zaščitno os v gorskem območju Kyrenie v Severnem Cipru. Ker sta oba druga gradova vidna iz Buffaventa, je bil uporabljen za prenos signalov med njima. Gradovi so bili zgrajeni skupaj v bizantinskem obdobju, vendar datum njihovega nastanka ostaja neznan. Med teorijami, ki so bile predstavljene za razlago njihovega izvora, so priljubljene: leta 965 (po izgonu Arabcev z otoka), leta 1091 s strani Rapsomatovih upornikov, med vladavino Evmatiosa Filokalesa (1091–1094), konec 11. stoletja, stoletje po tem, ko je kilikijsko obalo preplavilo Seldžuško cesarstvo ali leta 1096 kot protiukrep za preobrat, ki ga je povzročil prvi križarski pohod. Ime gradu izhaja iz ciprske arabščine, iz besede kandak, ki pomeni kamniti most.
Grad je služil kot stražni stolp za piratske napade, upravno središče; zaprtja grad skoraj ni videl. Leta 1191 ga je zavzel Rihard I. Levjesrčni med kampanjo proti otoškemu vladarju Isaaku Komnenu Ciprskem. Rihard I. je nato otok prodal vitezom templjarjem, katerih vladavina se je po večjem uporu v Nikoziji nenadoma končala. Ciper je bil tako preprodan Guyu de Lusignanu, nekdanjemu jeruzalemskemu kralju, ki je leta 1192 postal prvi ciprski kralj. Obdobje miru se je končalo s smrtjo Hugha I. Ciprskega leta 1218. Boj, kdo naj nastopa kot vladar kraljestva je nasledila rodbina Ibelin z lokalnimi zagovornikomi Friderika II., svetega rimskega cesarja. Friderikov prihod v Limassol leta 1228 je konflikt stopnjeval v odprto vojno. Leta 1229 so grad oblegali Ibelini, ki so ga zasuli s triboki in uničili več stavb. Grajska posadka se je predala leto kasneje, ko je bil njen poveljnik Gauvain de Cheneche ubit s samostrelnim strelom. Nato so Lusignani nadaljevali svojo vladavino, ki so jo prekinili le občasni upori. Leta 1373 je Genovska republika napadla Ciper in zaprla lokalno plemstvo. Po poročanju kronike Filipa Novare je princu Janezu Antiohijskemu uspelo pobegniti iz Famaguste, potem ko se je preoblekel v slugo svojega kuharja. Janez je nato pobegnil v Kantaro, iz katere je organiziral uspešen protinapad in pregnal Genovežane, potem ko slednji niso uspeli zajeti Kantare.
Ker so se zavedali pomena treh kirenskih gradov, sta Jakop I. Ciprski in Peter II. Ciprski močno razširila svoje utrdbe. V času njune vladavine je bil grad Kantara spremenjen v garnizonski grad, postavljene so bile vojašnice in ogromen zbiralnik. Drug zbiralnik, ki  je bil v kleti gradu, je bil preurejen v zapor in kasneje v prostore za kapetana garnizona. Leta 1489 je otok pridobila Beneška republika. Leta 1519 so italijanski inženirji grad označili za zastarel. Takrat so bili kirenski gorski gradovi zapuščeni, zadnji garnizon je odšel leta 1525. Grad je bil opuščen leta 1560. Grajske stavbe so ostale v razmeroma dobrem stanju, dokler v začetku 20. stoletja niso bile oropane. Leta 1905 je bil grad zaradi prizadevanj francoskega arheologa Camille Enlarta uvrščen med zgodovinsko dediščino. Leta 1914 so se britanske kolonialne oblasti pod vodstvom Georgea Jefferyja lotile restavratorskih del na gradu, da bi privabile turiste. Leta 1939 je bil temelj podkvastega stolpa obnovljen, da bi preprečili njegov propad.

## Arhitektura
Grad Kantara leži na nadmorski višini 550–600 metrov. Grad je obdan z grebeni iz nerodovitnega granita in peščenjaka, ki so bili uporabljeni kot glavni gradbeni material za gradnjo gradu. Material je bil izpostavljen grobemu zidanju; večina stavb je prevlečenih z debelimi sloji ometa, da so pokrili slabo kakovost materialov. Vrata, okna in vogalne kamne so pripeljali od drugod. Pomanjkanje lokalnih vodnih virov je zahtevalo zbiranje deževnice z uporabo ravnih streh, ki so bile s sistemom za odvodnjavanje povezane z zbiralniki. Med šestimi uporabljenimi zbiralniki je največji stal zunaj obzidja. V stavbah so bile krušne peči in morda celo mlin.
Strme skale omejujejo razpoložljive poti do ozke doline na vzhodni strani, ki jo varujeta stolpa dvojčka z imenom Nicolas in Faucherre. Prvim vratom sledi banjasto obokan barbakan, strma šikana pa vodi do glavnih vrat, zaščitenih dvižnimi vrati. Barbakan kaže velike podobnosti s sodobnimi armensko-kilikijskimi oblikami, saj ima galerijo strelnic in dva stolpa. Severno od glavnih vrat stoji podkvast stolp, ki dodatno podpira branilce iz barbakana. Apsidalni obok na sprednji strani stolpa omogoča boljšo absorpcijo udarcev. Kljub podobnosti z rimsko in bizantinsko vojaško arhitekturo je bila v resnici zgrajena nekje med letoma 1208 in 1228.
Okoliško obzidje 120 krat 70 metrov je vsebovalo deset prostorov, ki so bili zgrajeni v poznem 14. stoletju, vojašnice pa so bile povezane s straniščem. Na jugozahodnem kotu gradu leži skrita poterna, ki jo varujeta dva stolpa. Južno od glavnih vrat je bil zgrajen pravokoten, obokan stolp, v njem je bil zapor, kasneje preurejen v zbiralnik. Središče njegove severne stene krasi izpopolnjeno frankovsko okno iz poznega 14. stoletja, zgrajeno iz nekdanje strelnice. Oblika strelnic po celotnem gradu poudarja, da so jih uporabljali predvsem samostrelci. Na vrhu gradu stojijo ruševine Kraljičine sobe, domnevne utrjene kapele, uničene v turškem mornariškem bombardiranju leta 1525 in izropane v 19. stoletju.